# Neobythites australiensis
Neobythites australiensis är en fiskart som beskrevs av Nielsen 2002. Neobythites australiensis ingår i släktet Neobythites och familjen Ophidiidae. Inga underarter finns listade i Catalogue of Life.